# Coligay
Coligay fue una hinchada organizada (o torcida) del club Grêmio de Porto Alegre durante la década de 1970. Su particularidad es que fue fundada por un grupo de hinchas homosexuales.

## Historia
Durante la reforma del Olímpico de Porto Alegre en la década de 1970, un grupo importante de torcedores homosexuales del Grêmio frecuentaban un local LGBT de la ciudad gaúcha llamado "Coliseu".
Tras algunas conversaciones informales en este local, varios de estos torcedores tenían en común además su regular asistencia a los partidos del Grêmio, pero de forma más discreta. Es cuando deciden crear su propia "torcida", en la cual pudiesen expresar su sexualidad y su apoyo incondicional al club.
Su origen etimológico hace referencia al local LGBT (Coli) y a su respectiva sexualidad. Su primera aparición en el Olímpico fue durante un encuentro entre el Grêmio y el Santa Cruz de Recife el 9 de abril de 1977, válido por el Brasileirao de ese año.
La llegada de estos simpatizantes generó una reacción homofóbica inmediata entre los simpatizantes y dirigentes tricolores, tanto en el Olímpico como en los encuentros que jugaban de visitante. El presidente de la época, Hélio Dourado, evitaba constantemente referirse al tema.
A pesar del revuelo que en su época generaron, la "Coligay" no fue la pionera dentro de la "torcida gay". Previamente surgieron en Río de Janeiro y Belo Horizonte, las torcidas del Flamengo (Fla-Gay)
El 27 de mayo de 2009 en Caracas durante el encuentro de ida de los cuartos de final de la Copa Libertadores entre el equipo local y el Grêmio en el Estadio Olímpico de Caracas, se pudo observar un lienzo de la "Coligay". Probablemente se trataba de una provocación homofóbica de los hinchas venezolanos ya que dicho lienzo se encontraba colgado en el sector de los fanáticos locales.